# Victor Obinna
Victor Nsofor Obinna, född 25 mars 1987 i Jos, är en nigeriansk före detta fotbollsspelare som senast spelade för Cape Town City.